# Erik Bułatow

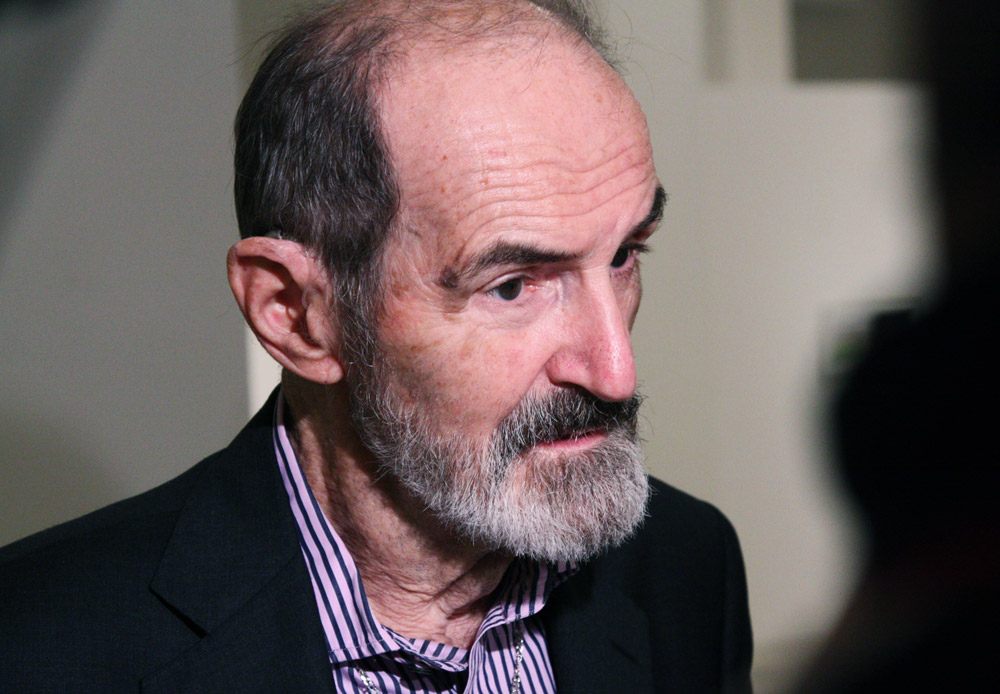
Erik Bułatow (2014)

Erik Władimirowicz Bułatow (ros. Эрик Владимирович Булатов, ur. 5 września 1933 w Swierdłowsku) – rosyjski malarz.
Był jednym z czołowych przedstawicieli radzieckiej awangardy lat 60. Początkowo rysował ilustracje do książek dla dzieci, później zajął się malarstwem, od 1973 wystawiał swoje obrazy za granicą. Od 1992 pracuje w Paryżu. Głosi pogląd, że funkcją malarstwa jest odkrywanie rzeczywistości poprzez zdzieranie kryjących ją masek i pozorów. Maluje przede wszystkim pejzaże, portrety i sceny rodzajowe. Jego dzieła składają się z (wykonanej bardzo starannie) części obrazowej i komentującego ją tekstu.